# Lindsay Jennerich
Lindsay Jennerich (* 30. Juli 1982 in Victoria, British Columbia) ist eine kanadische Leichtgewichts-Ruderin. 

## Sportliche Karriere
Lindsay Jennerich begann 1997 mit dem Rudersport. 2000 belegte sie mit dem kanadischen Achter den fünften Platz bei den Junioren-Weltmeisterschaften. Bei den U23-Weltmeisterschaften gewann Lindsay Jennerich zusammen mit Lysanne Lavigne 2002 und 2004 den Titel im Leichtgewichts-Doppelzweier, 2003 erhielten beide die Bronzemedaille.
2007 trat der kanadische Leichtgewichts-Doppelzweier mit Tracy Cameron und Lindsay Jennerich im Weltcup an. Bei den Weltmeisterschaften 2007 belegten die beiden den siebten Platz. 2008 ruderte Lindsay Jennerich im Leichtgewichts-Einer und belegte den sechsten Platz bei den Weltmeisterschaften. Ebenfalls Sechste wurden Lindsay Jennerich und Sheryl Preston im Leichtgewichts-Doppelzweier bei den Weltmeisterschaften 2009. Im Jahr darauf trat Jennerich bei den Weltmeisterschaften in Neuseeland wieder mit Tracy Cameron an, die beiden gewannen den Titel mit einer Sekunde Vorsprung vor den Deutschen Daniela Reimer und Anja Noske. 2011 gewannen Jennerich und Cameron beim Weltcup in Luzern, bei den Weltmeisterschaften 2011 trat Jennerich mit Patricia Obee als neuer Partnerin an, die beiden erhielten die Silbermedaille hinter den Griechinnen Christina Giazitzidou und Alexandra Tsiavou. Bei den Olympischen Spielen 2012 erreichten Jennerich und Obee den siebten Platz. 
Nach einem Jahr Pause traten Jennerich und Obee 2014 wieder international an, bei den Weltmeisterschaften erhielten die Kanadierinnen die Silbermedaille hinter den Neuseeländerinnen Julia Edward und Sophie MacKenzie. Im Jahr darauf lief es für die beiden Kanadierinnen im Weltcup mit dem 14. Platz in Luzern enttäuschend, bei den Weltmeisterschaften 2015 erreichten sie aber das A-Finale und belegten den vierten Platz. 2016 siegten Jennerich und Obee bei der Weltcup-Regatta in Luzern. Bei den Olympischen Spielen 2016 erreichten die beiden das Ziel mit einer Sekunde Rückstand auf die Niederländerinnen Ilse Paulis und Maaike Head und erhielten die olympische Silbermedaille.  